# Founex
Founex je obec na jihozápadě Švýcarska v kantonu Vaud. Leží na břehu Ženevského jezera. Žije zde přibližně 3 800 obyvatel.

## Geografie
Founex leží v nadmořské výšce 398 m, vzdušnou čarou 15 km severoseverovýchodně od Ženevy. Obec se rozkládá v blízkosti západního břehu Ženevského jezera na svahu, který se mírně svažuje k jezeru.
Rozloha obce 4,8 km² zahrnuje část na západním břehu Ženevského jezera. Území obce se táhne západním směrem od břehu jezera přes pobřeží na sousední hřeben. Na úplném západě území zahrnuje část malého údolí potoka Greny. Nejvyšší bod Founexu se nachází v nadmořské výšce 475 m n. m. mezi údolím řeky Versoix a Ženevským jezerem. V roce 1997 bylo 30 % rozlohy obce pokryto zastavěnou plochou, 2 % lesy a lesními porosty a 68 % zemědělstvím.
K obci Founex patří vesnice Châtaigneraie (452 m n. m.) na potoce Greny, četné rodinné domy a vily a několik samostatných farem. Sousedními obcemi Founex jsou Coppet, Commugny, Chavannes-de-Bogis a Bogis-Bossey v kantonu Vaud a Céligny, exkláva kantonu Ženeva.

## Historie
Poblíž lokality Le Gachet byly nalezeny stopy římského sídliště. První písemná zmínka o obci pochází z roku 1224 a nese název Fosnay, v roce 1251 se objevuje název Founai. Ve středověku patřilo Founex nejprve opatství Saint-Maurice a kolem roku 1270 přešlo do vlastnictví baronů, v roce 1484 pak do vlastnictví panství Coppet.
Po dobytí Vaudu Bernem v roce 1536 přešla vesnice pod správu panství Nyon. Châtaigneraie, která byla ve 13. století závislá na cisterciáckém klášteře Bonmont, tvořila až do roku 1764 spolu s osadou Le Gachet samostatnou obec. Poté byla sloučena s obcí Founex. Po pádu Staré konfederace patřilo Founex v letech 1798–1803 v období Helvétské republiky ke kantonu Léman, který byl poté po vstupu v platnost Ústavy o zprostředkování sloučen s kantonem Vaud. V roce 1798 byla obec přiřazena k okresu Nyon.

## Obyvatelstvo
| Rok            | 1850 | 1880 | 1900 | 1910 | 1930 | 1950 | 1960 | 1970 | 1980 | 1990 | 2000 |
| Počet obyvatel | 246  | 370  | 374  | 453  | 490  | 536  | 693  | 960  | 1397 | 1775 | 2648 |

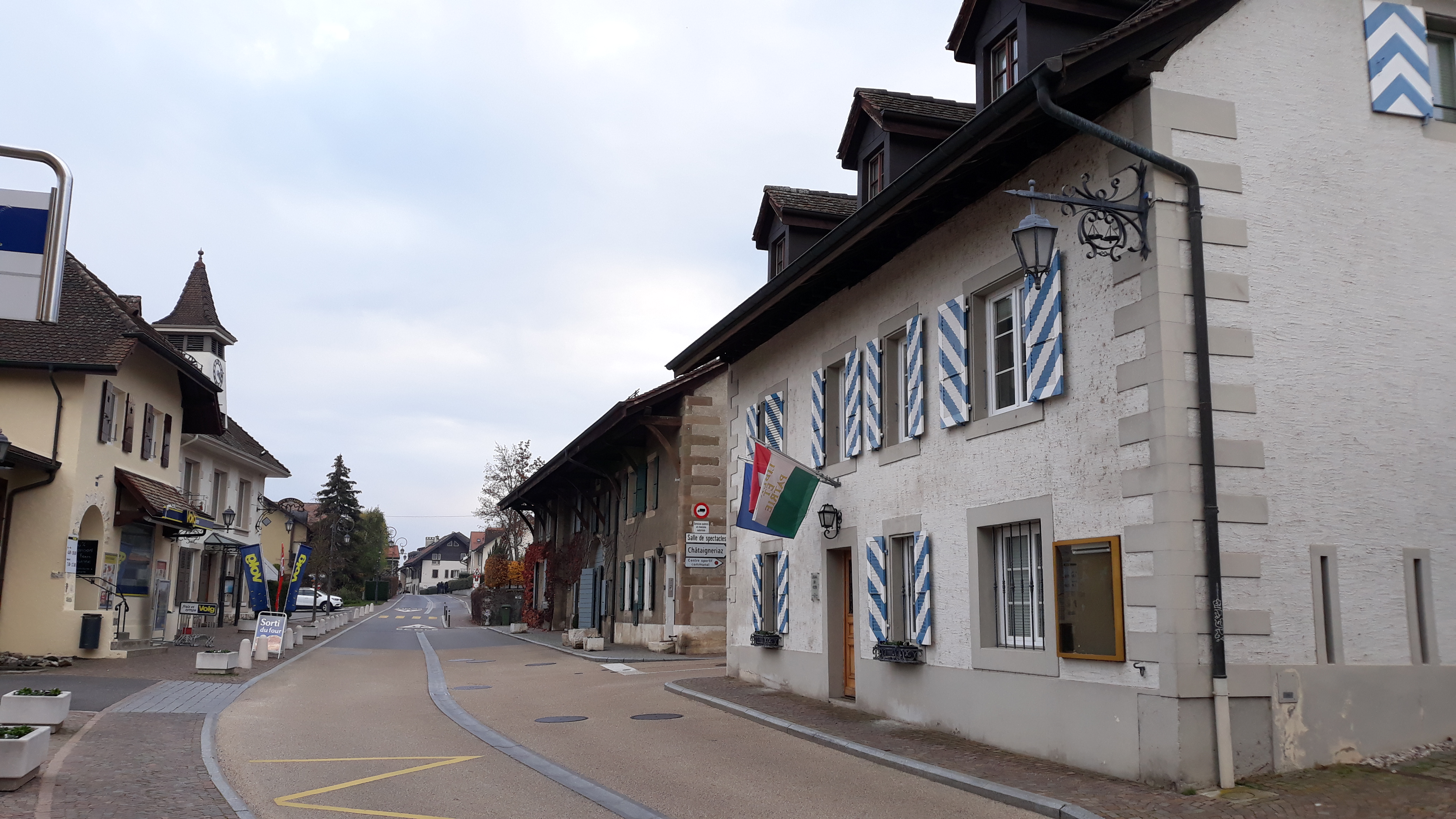
Obecní úřad

Z celkového počtu obyvatel je 64,2 % francouzsky mluvících, 14,3 % anglicky mluvících a 7,0 % německy mluvících (stav v roce 2000). Zejména po roce 1960 došlo díky intenzivní výstavbě a přistěhovalectví k výraznému nárůstu počtu obyvatel.

## Hospodářství
Až do poloviny 20. století bylo Founex vesnicí, pro kterou bylo charakteristické především zemědělství. I dnes pracuje v primárním sektoru poměrně vysoké procento pracovní síly. V blízkosti obce se nachází několik vinařských oblastí, zatímco zbývající úrodná půda je využívána především jako orná půda. Pracovní místa jsou také v obchodě a ve službách. V posledních desetiletích se obec díky své atraktivní poloze rozvinula v rezidenční obec. Mnoho zaměstnanců dojíždí za prací především do Ženevy. V Châtaigneraie sídlí od roku 1951 École internationale de Genève v budovách školy École nouvelle, která byla založena v roce 1908.

## Doprava
Obec má velmi dobré dopravní spojení. Nachází se mírně stranou od hlavní silnice č. 1, která vede ze Ženevy podél břehu jezera do Lausanne. Dálniční křižovatka Coppet na dálnici A1 (Ženeva–Lausanne) je od obce vzdálena asi 2 km. Železniční trať z Morges do Coppet, součást hlavní trati SBB Lausanne–Ženeva, byla otevřena 14. dubna 1858, i když stanice Founex již vlaky není obsluhována. Obec je napojena na síť veřejné dopravy prostřednictvím linky Postbusu z Nyonu do Coppet.